# Karl Alwin

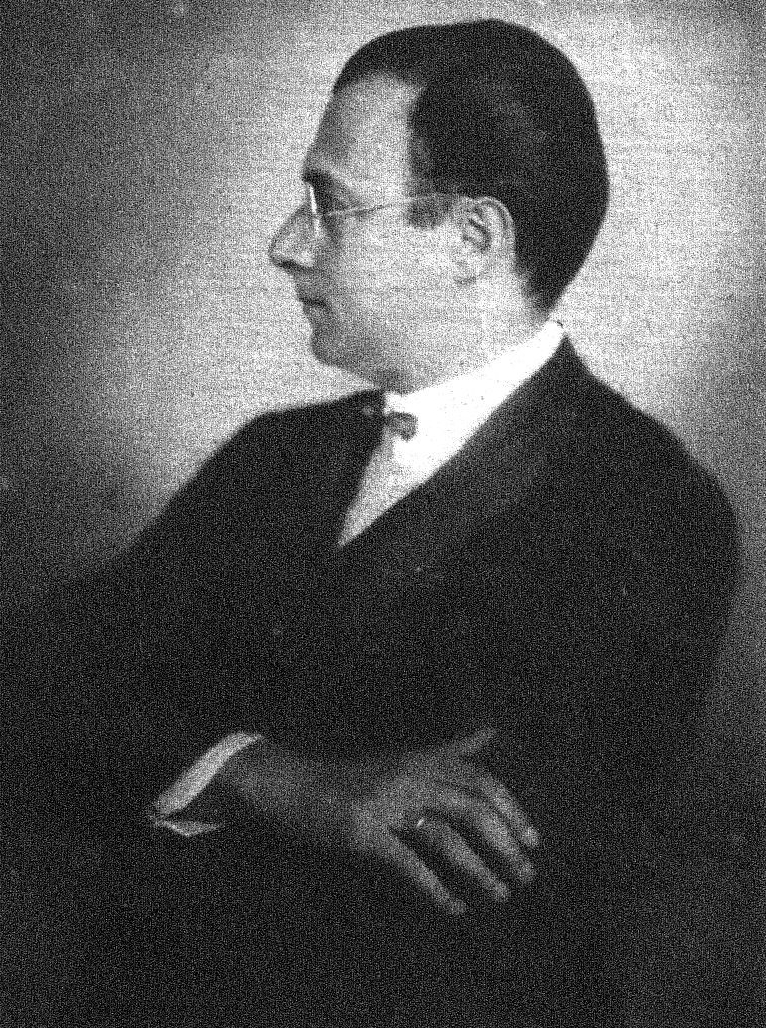
Karl Alwin, um 1925 (Foto Setzer)

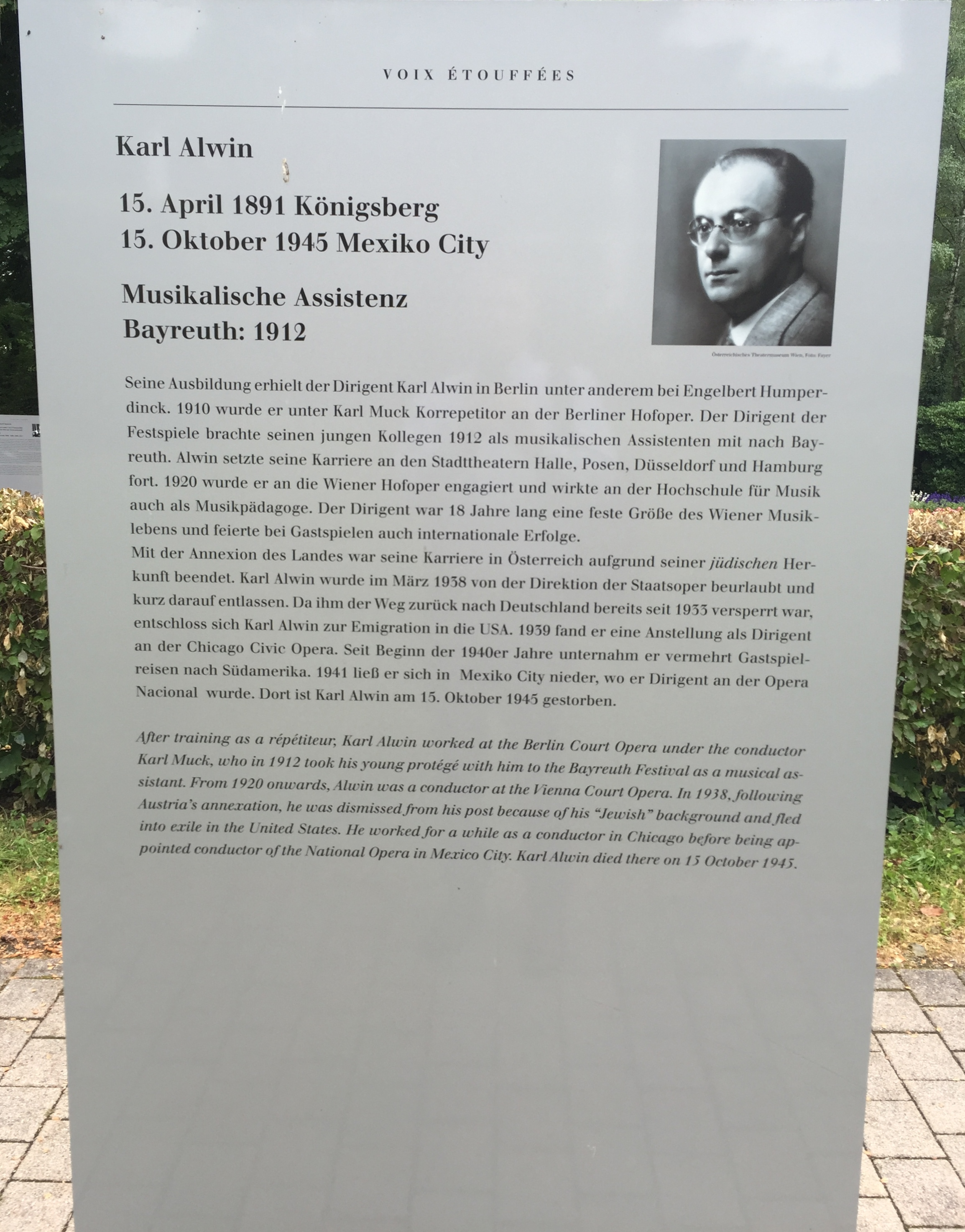
Gedenktafel für Karl Alwin in Bayreuth

Karl Alwin, auch Carl Oskar Alwin (geboren als Alwin Oscar Pincus, ab 1919 offiziell Oskar Alwin; * 15. April 1891 in Königsberg, Deutschland; † 15. Oktober 1945 in Mexiko-Stadt, Mexiko) war ein deutscher Dirigent und Pianist.

## Leben
Alwins Eltern waren der Kaufmann Herrmann Pincus und Johanna Pincus, geb. Rosenthal (1858–1934). Er studierte in Berlin Philosophie und Literaturwissenschaften sowie Musik bei Engelbert Humperdinck und Hugo Kaun. Erste Auftritte als Pianist sind unter den Namen Alwin Pincus im November 1910 bei einem „Hugo-Kaun-Abend“ in Leipzig und Berlin nachweisbar. Von 1911 bis 1913 war Pincus als Korrepetitor-Volontär an der Berliner Hofoper und im Sommer 1912 bei den Bayreuther Festspielen als Assistent/Korrepetitor tätig. Als Kapellmeister Karl Alwin dirigierte er 1913/14 am Stadttheater Halle und war 1914/15 als Gast in Posen und als Dirigent des Blüthner-Orchesters in Berlin tätig. Von 1915 bis 1917 arbeitete er als Kapellmeister am Stadttheater Düsseldorf, 1917 wurde er an das Hamburgische Stadttheater verpflichtet. Von 1920 bis 1938 leitete er an der Wiener Staatsoper über 1.300 Vorstellungen, darunter zahlreiche Ballettaufführungen. Ab 1924 war er zugleich Professor an der Akademie für Musik und darstellende Kunst. Nach dem „Anschluss Österreichs“ im März 1938 wurde er wegen seiner jüdischen Herkunft zunächst seiner Ämter enthoben und anschließend mit Ablauf des Monats August 1938 zwangspensioniert. Alwin emigrierte im September 1938 zunächst in die USA, ging aber nach der Saison 1939/40 an der Chicago Civic Opera nach Mexiko und war von 1941 bis zu seinem Tod 1945 musikalischer Leiter der Opera Nacional in Mexiko-Stadt und lehrte am staatlichen Konservatorium.
Gastspiele führten ihn u. a. nach London (Sommer 1924) und an das Gran Teatre del Liceu in Barcelona (Herbst 1925). Später gastierte er mehrfach in Brasilien, kurz vor seinem Tod unternahm er eine große Südamerika-Tournee.
Von 1919 bis 1933 war er mit der Sopranistin Elisabeth Schumann verheiratet. 1934 heiratete er in Wien Margit Fischer von Bodenstein (* 1894 Prag).
Alwin starb nach schwerer Krankheit im Alter von 54 Jahren. Er wurde auf dem Panteón Jardín in Mexiko-Stadt beigesetzt. Egon Erwin Kisch, der die Grabrede hielt, bezeichnete ihn als einen „der hilfsbereitesten und aktivsten Antinazi in Mexiko“.
Alwin komponierte u. a. zahlreiche Lieder, eine Kleine Suite: 5 musikalische Skizzen für Klavier (1919), einen Symphonischen Walzer für großes Orchester (1916) und eine Sinfonie in E-Dur.

Richard Strauss widmete ihm und Elisabeth Schumann seine Gesänge des Orients, op. 77.

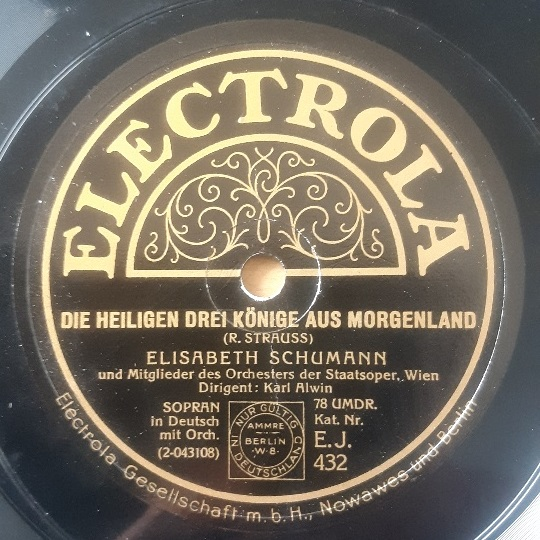
Schallplatte von Karl Alwin mit Gattin Elisabeth Schumann (Wien 1928)

## Tondokumente
Zwischen 1927 und 1932 begleitete Alwin zahlreiche Sänger in Wien und London bei ihren Gesangsaufnahmen für His Master’s Voice. Neben seiner Frau sind Rosette Anday, Mária Németh, Maria Olszewska, Ada Sari, Karl Hammes, Emil Schipper und Umberto Urbano zu nennen.
5 Jahre später folgten noch Aufnahmen mit Marta Eggerth und Jan Kiepura (Odeon, 1937) sowie Richard Tauber (Parlophon, 1938).
Mit den Wiener Philharmonikern nahm er 1929 je einen Türkischen Marsch von Mozart und von Beethoven sowie den Kaisermarsch von Wagner auf. 1931 folgten eine Suite aus der Oper Der Rosenkavalier, Walzer von Johann Strauss und Josef Lanner sowie der Walzer aus Intermezzo von Richard Strauss.
1935 übernahm er für den Film Letzte Liebe die musikalische Leitung.
Von seinen Kompositionen wurde 1916 der Symphonische Walzer bei der Deutschen Grammophon-Gesellschaft aufgezeichnet.